# Supersypnoides delphinensis
Supersypnoides delphinensis là một loài bướm đêm trong họ Noctuidae.